# ورزش در صربستان

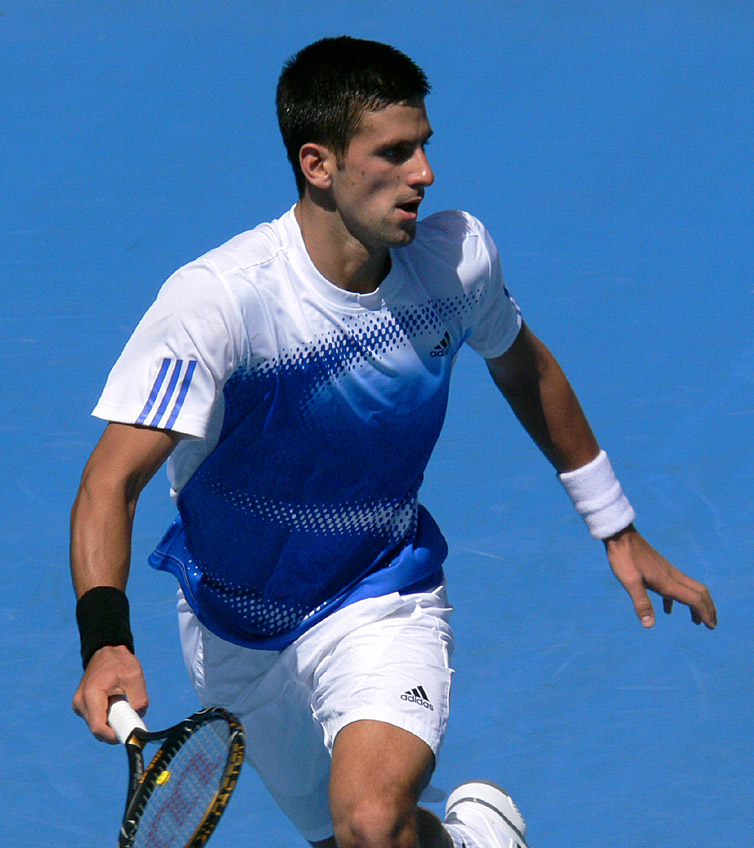
نواک جوکوویچ رکورد ۲۴ عنوان قهرمانی گرند اسلم از ورزشکاران شناخته شده اهل صربستان است.

ورزش در صربستان توسط فدراسیون‌ها و لیگ‌های ورزشی (در مورد ورزش‌های تیمی) سازماندهی می‌شود. فوتبال، بسکتبال، هندبال، تنیس، والیبال و واترپلو از ورزش‌های پرطرفدار در این کشور هستند. ورزش‌های حرفه ای در صربستان توسط فدراسیون‌ها و لیگ‌های ورزشی (در مورد ورزش‌های تیمی) سازماندهی می‌شود. صربستان در بسکتبال دارای چندین عنوان جهانی بوده و در این رشته موفق است.

## ورزش‌های پرطرفدار

### فوتبال
فوتبال پرطرفدارترین ورزش در صربستان است و اتحادیه فوتبال صربستان با ۱۴۶۸۴۵ بازیکن ثبت شده، بزرگ‌ترین انجمن ورزشی در این کشور است. دراگان جاجیچ رسماً به عنوان «بهترین بازیکن صرب تمام دوران» توسط اتحادیه فوتبال صربستان شناخته شده است و بازیکنانی مانند نمانیا ویدیچ، دژان استانکوویچ، برانیسلاو ایوانوویچ، الکساندر کولاروف، نمانیا ماتیچ و دوشان تادیچ در لیگ قهرمانان اروپا بازی کردند و در دوران حرفه ای خود به موفقیت‌های زیادی دست یافتند. تیم ملی فوتبال صربستان موفقیت نسبی ندارد. تیم‌های ملی فوتبال جوانان صربستان قهرمان جام ملت‌های اروپا زیر ۱۹ سال ۲۰۱۳ و جام جهانی زیر ۲۰ سال ۲۰۱۵ شده‌اند. دو باشگاه اصلی فوتبال در صربستان عبارتند از باشگاه فوتبال ستاره سرخ بلگراد، قهرمان جام اروپا ۱۹۹۱ و جام بین قاره ای ۱۹۹۱ و باشگاه فوتبال پارتیزان، فینالیست جام اروپا ۱۹۶۶ که هر دو از بلگراد هستند و رقابت این دو باشگاه به «دربی ابدی» معروف است.

### بسکتبال
تیم ملی بسکتبال مردان صربستان دو جام جهانی را در سال‌های ۱۹۹۸ و ۲۰۰۲، مدال نقره در جام جهانی بسکتبال ۲۰۱۴ و جام جهانی بسکتبال ۲۰۲۳، سه قهرمانی اروپا در سال‌های ۱۹۹۵، ۱۹۹۷ و ۲۰۰۱، یک توپ الماس فیبا در سال ۲۰۰۴ و دو مدال المپیاد ۶۹ در سال ۲۰۰۴، دو مدال المپیک ۶۲۱. و مدال برنز ۲۰۲۴ به دست آورده است.

### دو و میدانی
دو و میدانی به معنای مدرن در آغاز قرن بیستم ظاهر شد. از جمله اولین رویدادها در خاک صربستان مسابقه ای بود که در سال ۱۹۰۶ در مسیر والیفو برگزار شد و در سال ۱۹۰۸ انجمن ژیمناستیک «دوسان سیلنی» اولین بخش دو و میدانی را تأسیس کرد. تأسیس کمیته المپیک صربستان در سال ۱۹۱۰ و آغاز حضور صربستان در بازی‌های المپیک برای توسعه بیشتر دو و میدانی مهم بود.

### بولینگ
تیم ملی صربستان در رشته بولینگ دو بار قهرمان جهان شد و رکورد تیمی جهان را شکست. ویلموس زوارکو رکورددار مسابقات انفرادی جهان است که در مسابقات جهانی چهار مدال طلا، سه نقره و دو برنز و مقام اول رنکینگ جهانی را کسب کرده است.

### شطرنج
۴۶ استاد بزرگ (فعال و غیرفعال) در بین شطرنج بازان صرب وجود دارد. در بازی‌های المپیاد شطرنج در سال ۱۹۵۰، تیم ملی یوگسلاوی مدال طلا را به دست آورد و از جمله شطرنج بازان صرب در تیم ملی ، پتار تریفونوویچ و سوتوزار گلیگوریچ بودند.

### تنیس
موفقیت‌های اخیر تنیس بازان صرب باعث افزایش محبوبیت تنیس در صربستان شده است. نواک جوکوویچ با ۲۴ عنوان قهرمانی گرند اسلم، رکورد ۴۰ قهرمانی در مسابقات مستر و تنها بازیکنی که در بازی انفرادی تمام عناوین بزرگ را کسب کرده است، رکورد تاریخ را در اختیار دارد.

## لیگ‌های ورزشی
- لیگ برتر فوتبال صربستان